# 하나사키 아키라
하나사키 아키라 (花咲 アキラ)（はなさき アキラ, 1956년 3월 1일 출생）는 일본의 만화가이다. 토야마현 신미나토시(현·이미즈시) 출신이며, 본명도 하나사키 아키라이다.

## 약력
1981년 신페이의 항해로 데뷔했다.
대표작으로 1983년부터 빅 코믹 스피리츠(쇼가쿠칸)에 연재 중인 맛의 달인 (원작: 카리야 테츠 )이 있다.
1986년 『맛의 달인』으로 제32회 쇼가쿠칸 만화상을 수상했다.
토야마현 출신이라 맛의 달인을 사용한 토야마현의 홍보 만화 의뢰를 받은 적이 있다. 다만 작화는 모나이 히로야스(毛内浩靖)가 맡았다.

## 작품 목록
- 맛의 달인（원작：카리야 테츠、월간 111권）
- 노보우의 성（원작：와다 료、전1권）
- 노래해요! 헤이타 (미단행본화、학연홀딩스 소년 챌린지연재)